# Setmana de Pregària per la Unitat dels Cristians
La Setmana de Pregària per la Unitat dels Cristians, també coneguda com a Octavari de pregària per la unitat dels cristians, és un esdeveniment ecumènic que se celebra cada any entre els dies 18 i 25 de gener, per tal de fomentar la pregària en les diverses Esglésies Cristianes i aconseguir la unitat de tots els cristians. Aquestes dates que la delimiten provenen de la festa de la càtedra de Sant Pere a Roma, que històricament se celebrava el 18 de gener, i la festa de la conversió de Sant Pau apòstol que se celebra el 25 de gener.
Establert amb el nom d'Octava per a la Unitat de l'Església, per iniciativa de Paul Wattson, un ministre episcopal nord-americà que es va convertir al catolicisme el 1909, es va celebrar per primera vegada del 18 al 25 de gener de 1908. Paul Wattson ho va preveure. com a Unitat al voltant de la seu romana.
La Setmana de Pregària per la Unitat dels Cristians és coordinada anualment pel Consell Mundial d'Esglésies (CMI), amb la participació de les Esglésies membres, que inclouen l'Església Assíria Oriental, les Esglésies Ortodoxes Orientals, l'Església Ortodoxa, l'Església Catòlica Antiga, la Germandat de Moravia, les Esglésies luteranes, la comunió anglicana, les esglésies mennonites, les esglésies metodistes i les Esglésies Reformades, així com les esglésies baptistes i les esglésies pentecostals. La iniciativa de la 'Setmana de Pregària per la Unitat dels Cristians' correspon al Consell Pontifici per a la Promoció de la Unitat dels Cristians i Consell Mundial d'Esglésies. Pel que fa a l'Església Catòlica Romana, aquesta té el estatus d'observadora dins del Consell Mundial d'Esglésies.